# Brunssum
Brunssum ( udtale ?; Limburgsk: Broenssem) er en kommune og en by, beliggende i den sydlige provins Limburg i Nederlandene. Kommunens størrelse er på 17,34 km², og indbyggertallet er på 28.466 pr. 1. april 2016. Kommunen grænser op til Onderbanken, Gangelt, Geilenkirchen, Übach-Palenberg, Landgraaf, Heerlen, og Schinnen.

## Kernerne
Brunssum Kommunen består af følgende landsbyer:
- Rumpen (Rómpe)
- Langeberg
- Treebeek (Treëbik).

## Nabokommuner
| Schinnen           | Onderbanken        | Gangelt (T)               |
| Heerlen-Hoensbroek |                    | Geilenkirchen-Teveren (T) |
| Heerlen            | Heerlen; Landgraaf | Landgraaf                 |

## Kommunalbestyrelsen
Kommunalbestyrelsen i Brunssum har 21 medlemmer, der er fordelt således:
| Kommunalbestyrelsen          | Kommunalbestyrelsen | Kommunalbestyrelsen | Kommunalbestyrelsen | Kommunalbestyrelsen | Kommunalbestyrelsen | Kommunalbestyrelsen |
| Parti/Liste                  | % 2006              | % 2010              | % 2014              | 2006                | 2010                | 2014                |
| ---------------------------- | ------------------- | ------------------- | ------------------- | ------------------- | ------------------- | ------------------- |
| Burgerbelangen/Lijst Palmen  | 4,6                 | 15,0                | 19,4                | 1                   | 3                   | 4                   |
| VVD                          | 14,1                | 15,0                | 11,7                | 3                   | 3                   | 3                   |
| Progressief Akkoord Brunssum | 14,4                | 14,2                | 13,7                | 3                   | 3                   | 3                   |
| PvdA                         | 25,9                | 14,0                | 13                  | 6                   | 3                   | 3                   |
| Brunssumse Chr. Dem.         | 11,9                | 9,7                 | 8                   | 2                   | 2                   | 2                   |
| Lijst Borger                 | 13,4                | 9,4                 | 6,8                 | 3                   | 2                   | 2                   |
| CDA                          | 9,7                 | 7,7                 | 10,4                | 2                   | 2                   | 2                   |
| Trots op Nederland           | -                   | 5,6                 | -                   | -                   | 1                   | -                   |
| Lijst Huisman-Peeters        | 6,0                 | 5,1                 | 3,6                 | 1                   | 1                   | -                   |
| D66                          | -                   | 4,3                 | 2,4                 | -                   | 1                   | -                   |
| SP                           | -                   | -                   | 8,9                 | -                   | -                   | 2                   |
| Valgdeltagelse i %           | 64,0                | 53,8                | 52,6                | 21                  | 21                  | 21                  |

## Religion
Der er flere kirker og religiøse samfund
- Vincentius à Paulokirke i Rumpen
- Barbarakirke i Treebeek
- Klemenskirke, de oude kerk van Merkelbeek
- Gregoriuskirke i bycentret
- Onbevlekt Hart van Maria (Fatimakirke) i Kruisberg
- Helligåndskirke in Brunssum-Noord
- Josefkirke i Egge
- Hellig-Familiekirke i Langeberg
- Baptistenkirke i Treebeek
- Onze-Lieve-Vrouw van de Rozenkrans i Treebeek
- Opstandelseskirke i Treebeek
- Pelgrimskirke i Treebeek

## Galleri af billeder
- Gregorius de Grote
- Gregorius de Grote
- Brunssum Rådhus
- Sterre der Zee-kapel
- Heilige Familiekerk
- Fatimakerk
- Brunssumerheide
- Heerlerheide
- Casino (2011)